# Perry Ellis
Perry Ellis (* 3. März 1940 in Portsmouth, Virginia; † 30. Mai 1986 in New York City) war ein US-amerikanischer Modedesigner. Das von ihm 1978 gegründete, nach ihm benannte Modeunternehmen existiert bis heute.

## Leben
Nach seiner Schulzeit an der Woodrow Wilson High School in Portsmouth, Virginia, die Ellis 1957 beendete, studierte Ellis Wirtschaftsverwaltung am College of William & Mary in Williamsburg, Virginia. Von dort wechselte er an die New York University, wo er 1963 mit einem Master im Studienfach Einzelhandel bestand. Nach seinem Studium erhielt Ellis eine Anstellung in einem Verkaufsgeschäft von Miller & Rhoads für Mode in Richmond, Virginia. In Richmond wurde er Mitgründer des Unternehmens A Sunny Day. Später erhielt Ellis eine Anstellung bei dem Unternehmen John Meyer für Sportkleidung in New York City. Mitte der 1970er, als Ellis mittlerweile für das Unternehmen The Vera Companies arbeitete, beauftragt die Unternehmensleitung ihn, eine eigene Modekollektion zu entwerfen. Ellis entwarf kurz darauf die Frauensportkleidung Portfolio im November 1976. In den folgenden Jahren hatte Ellis mit seinen Entwürfen für Frauensportkleidung großen Erfolg und gründete 1978 sein eigenes Modeunternehmen Perry Ellis als Tochterunternehmen von The Vera Companies. Während der 1980er expandierte das Unternehmen, dessen Vorsitzender Ellis war. Ellis war in den 1980ern zugleich Präsident der CFDA (Council of Fashion Designers of America). Ellis ist Vater einer Tochter, Tyler Alexandra Gallagher Ellis (* 1984). Deren Mutter, Barbara Gallagher, eine amerikanische Fernsehproduzentin, war mit Perry Ellis, welcher in einer gleichgeschlechtlichen Partnerschaft lebte, befreundet. Im Mai 1986 starb Ellis an den Folgen von AIDS.

## Perry Ellis International
Das Unternehmen Perry Ellis International (NASDAQ-Tickersymbol: PERY) hat seinen Firmensitz in Doral, Florida, einem Vorort von Miami. Es verfügt über ein Portfolio von 29 eigenen oder Lizenz-Marken und gehört zu den größten Herstellern von Herrenbekleidung in den USA. CEO ist George Feldenkreis. Nach Ellis’ Tod 1986 wurde The Vera Companies an einen Lizenznehmer von Perry Ellis namens Salant verkauft. 1999 schließlich kaufte das Textilunternehmen Supreme aus Florida die Marke „Perry Ellis“ von Salant und benannte sich schließlich um in Perry Ellis International. Die Umsätze von Perry Ellis International im Geschäftsjahr 2010/11 lagen bei $ 790 Mio. bei einem Reingewinn von $ 24 Mio. Das Unternehmen betreibt in den USA über 40 Perry Ellis Geschäfte in Outlet Malls. Darüber hinaus ist die Marke Perry Ellis im nordamerikanischen Einzelhandel vertreten. Der Chef-Designer bei Perry Ellis war von Ende 2006 bis 2011 John Crocco. Von Ende 2013 bis Ende 2019 übernahm diese Rolle Michael Maccari. Die Marke „Perry Ellis“, die Anfang der 2000er Jahre auf Männermode reduziert wurde und sich im unteren Mittelpreis-Segment bewegt, ist mit Unterbrechungen bei den Modenschauen der New York Fashion Week vertreten. Die Modedesigner Isaac Mizrahi, Marc Jacobs und Tom Ford waren in den 1980er Jahren Angestellte bei Perry Ellis.

## Preise und Auszeichnungen
- Ellis gewann zwischen 1979 und 1984 acht Coty Awards (US-amerikanischer Modepreis).
- 1983 erhielt Ellis den Council of Fashion Designers of America (CFDA) Mode Preis.
- 2002 wurde Ellis posthum mit einer Bronzeplakette im Bürgersteig von der Seventh Avenue in Manhattan, der New Yorker Modemeile, geehrt („Fashion Walk of Fame“).

### Perry Ellis Award
- Nach Ellis’ Tod wurde im Rahmen der CFDA-Preisverleihungen der jährliche Modepreis Perry Ellis Award für aufstrebende Modeschöpfer von Damen- und Herrenmode sowie Accessoires lanciert. Der Preis trug ab 2001 nach dem neuen Sponsor den Titel Swarovski’s Perry Ellis Award und heißt seit 2007 nur noch Swarovski Award.[6] Der erste Modedesigner, der den Perry Ellis Award erhielt, war 1986 der amerikanische Designer David Cameron (* 1961); danach folgten unter vielen anderen 1987 Marc Jacobs, 1995 Kate Spade, 1997 Narciso Rodriguez, 2000 John Varvatos, 2004 Zac Posen, 2005 Derek Lam und 2006 Trovata.